# Paty Cofré
Patricia Umerinda Cofré (Freire, Chile; 4 de marzo de 1939) es una humorista, comediante y ex-vedette chilena, habiendo trabajado en el club nocturno Bim Bam Bum durante su época de mayor popularidad junto con rostros que son conocidos hasta la actualidad. Como comediante, trabajó en el programa Morandé con compañía y posteriormente en Detrás del muro.

## Carrera mediática

### Inicios
Desde los 16 años Cofré trabajó como vedette en algunas revistas y teatros de Santiago, como el Bim Bam Bum. En esa revista, comenzó a participar en sketches humorísticos que le dieron paso a una carrera como comediante. En 1962 reemplazó a la estrella del Bim Bam Bum Iris del Valle, quien estaba con licencia médica. Del Valle, furiosa del éxito que había logrado Cofré, la agredió durante un show, altercado que fue portada del diario La Tercera, y posteriormente exigió su salida de la revista.

### Carrera en cine y televisión
Debutó en televisión en Sábados gigantes en Canal 13, a fines de la década de 1980, formando parte de los sketches del programa. En 1989 actuó junto a comediantes como Jorge Franco y Guillermo Bruce en la película picaresca directamente para vídeo El cartero chifla dos veces. Tras un breve paso por TVN, volvió a Canal 13, donde participó en los programas Éxito y Venga conmigo.
En 2002 se integró al programa humorístico Morandé con compañía, donde participó en varios sketches junto a sus antiguos compañeros de las revistas, como Daniel Vilches. Uno de sus roles más recordados es el de los «15 segundos», donde en dicha cantidad de tiempo insulta a todo quien estuviera en el escena, incluyendo a sus compañeros de elenco, los presentadores e incluso al público, todo lo cual es censurado para los televidentes con una música. Ha repetido este rol en distintos sketches del programa, como la Sra. Jueza, la Criticadora de Espectáculos, La Escuelita, La Dama del Tiempo, El Horóscopo con Paty Cofré, Gato encerrado (parodia de Caso cerrado), e inclusive la Teletón del año 2010. También participó en la teleserie Versus de TVN en el año 2005, donde interpretó a Purísima Vergara, cuñada de Enriqueta Vergara (Ana Reeves) y tía de David (Matías Oviedo) y María Paz (María José Urzúa).
Ha aparecido en las películas Che Kopete, la película (2007) y Héroes (2014).

## Vida personal
En mayo de 2021, en una entrevista dada en el programa De tú a tú de Martín Cárcamo, reveló haber sido víctima de violencia intrafamiliar, por parte de su exesposo mientras estaba embarazada de su único hijo.